# María España Almendro
María España Almendro (Palma, Mallorca, 9 d'agost de 1992) és una jugadora mallorquina de bàsquet, filla de la pionera del bàsquet balear Maria Almendro Pons.
María España ha jugat en diversos equips en categories inferiors, però no va fer el salt a l'elit fins a l'any 2010 amb 18 anys. Amb les categories inferiors d'Espanya ha guanyat diversos títols com l'Europeu sub18 en 2010 i l'Europeu sub20 en 2012, també ha guanyat el mundial sub19 en 2011.
Fitxà la temporada 2014-15 amb el club Bahía San Agustín. I jugà en el Campus Promete de Lliga Femenina el 2016-17. Després de jugar les temporades 2019-20 i 2020-21 amb l'SPAR Gran Canaria, va fitxar pel club IDK Euskotren San Sebastián per a la temporada 2021-22, i renovà per a la següent.